# Nedżatabad
Nedżatabad (pers. نجات اباد) – wieś w Iranie, w ostanie Chorasan Południowy. W 2006 roku liczyła 315 mieszkańców w 86 rodzinach.